# Chris Nahon
Chris Nahon (Soisy-sous-Montmorency, Val-d'Oise, 5 de desembre de 1968) és un director de cinema i guionista francès. És conegut per haver dirigit Kiss of the Dragon..

## Biografia
Va començar la seva carrera als anys 1990 dirigint videoclips i anuncis publicitaris dins de la seva pròpia empresa. Aleshores el productor Luc Besson li va confiar la direcció de la pel·lícula Kiss of the Dragon l'any 2001. Quan es va estrenar, va aconseguir el segon lloc de la taquilla americana darrere de A.I. Artificial Intelligence de Steven Spielberg. El repartiment està format per Jet Li, Tchéky Karyo i Bridget Fonda. Aleshores va rebutjar diversos guions nord-americans, com ara Hotage o Catwoman.
El 2005 va dirigir L'imperi dels llops, de gran pressupost i protatonitzada per Jean Reno en l’adaptació de la novel·la homònima de l'autor Jean-Christophe Grangé.
Des de llavors, ha continuat dirigint i produint pel·lícules de ficció i documentals creant la productora Gurkin Group entre Marsella i Buenos Aires.

## Filmografia

### Direccio
- 2001 : Kiss of the Dragon (Kiss of the Dragon)
- 2005 : L'imperi dels llops
- 2009 : Blood: The Last Vampire
- 2016 : Lady Bloodfight
- 2017 : Uruguay, le pays de la simplicité
- 2017 : Buenos AIres, l'impératrice latine
- 2018 : Patagonie, Maitresse du temps
- 2022 : Les Pennac (sèrie de televisió, France 3)

### Publicitat
- Va produir diversos anuncis, entre d'altres, per a les marques Volvo, TPS, E.Leclerc, PlayStation (Sony), etc.[3]

### Guionista
- 2005 : L'imperi dels llops de Chris Nahon
- 2008 : Skate or Die de Miguel Courtois
- 2016 : Solo una vez de Federico Cueva